# 河南站 (日本)
河南站（日语：／ Kawaminami eki */?）是位於石川縣加賀市河南町，北陸鐵道山中線和山代線（總稱加南線）的鐵路車站（廢站）。

## 歷史
- 1899年（明治32年）10月8日：山中馬車鐵道山中村站（後來名為山中）至此站之間開業，此站啟用[1]。
- 1900年（明治33年）5月16日：山中馬車鐵道此站至三木村站（後來名為大聖寺站）之間開業，此站成為中途站[1]。
- 1912年（明治45年）：山中馬車鐵道改名為山中電軌。
- 1913年（大正2年）11月16日：山中電軌轉讓給溫泉電軌。
- 1914年（大正3年）10月1日：連絡線此站至山代東口站之間開業[1]。此站成為轉乘站。
- 1943年（昭和18年）10月13日：合併後成為北陸鐵道車站。
- 1963年（昭和38年）7月19日：連絡線改名為山代線。
- 1971年（昭和46年）7月11日：加南線全線廢除，此站也被廢除[1]。

## 車站構造
此站是地面車站，設有2面3線的島式月台。在月台上設置了木製站舍。路軌方面，左右兩邊是山中線，中央是山代線。使山中線上下行列車轉乘山代線時可於同一月台轉乘。山中線上行線路軌（前往山中方向）與山代線路軌會有平面相交處。在時間表安排上，多數會發生山中線上下行列車於此站進行列車交會，同時山代線的列車同時出發。因此鐵路迷常常到訪此站拍攝三架列車停靠此站的情況。

## 現狀
在加南線廢除後，路軌遺址變成生活道路。山中線和山代線的分岔部分還可以看到大約的形態。

## 相鄰車站
北陸鐵道
山中線
二天－河南－黑瀨
山代線
河南－山代

## 注腳
1. 1 2 3 4  今尾惠介. . 日本: 新潮社. 2008年10月18日: 27. ISBN 9784107900241.
2. ↑  北陸の鉄道 私鉄・路面電車編【現役路線・廃止路線】（牧野和人・著 Alpha Beta Books 2020年3月5日第1刷）80頁
3. ↑  昭和30年代~50年代の地方私鉄を歩く 第16巻 北陸の電車たち(2) 石川県の私鉄（Photo Publishing，2022年4月刊）48頁

## 相關項目
- 日本鐵路車站列表 Ka